# ᱅
Cette page contient des caractères spéciaux ou non latins. S’ils s’affichent mal (▯, ?, etc.), consultez la page d’aide Unicode.
᱅ est un chiffre de l’alphasyllabaire lepcha équivalent au 5 en chiffres arabes.

## Représentations informatiques
| Représentation | Chaînes de caractères | Points de code | Descriptions        |
| -------------- | --------------------- | -------------- | ------------------- |
| ᱅              | ᱅                     | U+1C45         | Chiffre lepcha cinq |